# 三鲁公路
三鲁公路是中華人民共和國上海市閔行區一條南北走向道路，北起上海外環高速，南至豐南路。道路名稱來自起訖點三林鎮和魯匯。道路全长14.6公里，始建於1959年。